# Доісторична Австралія

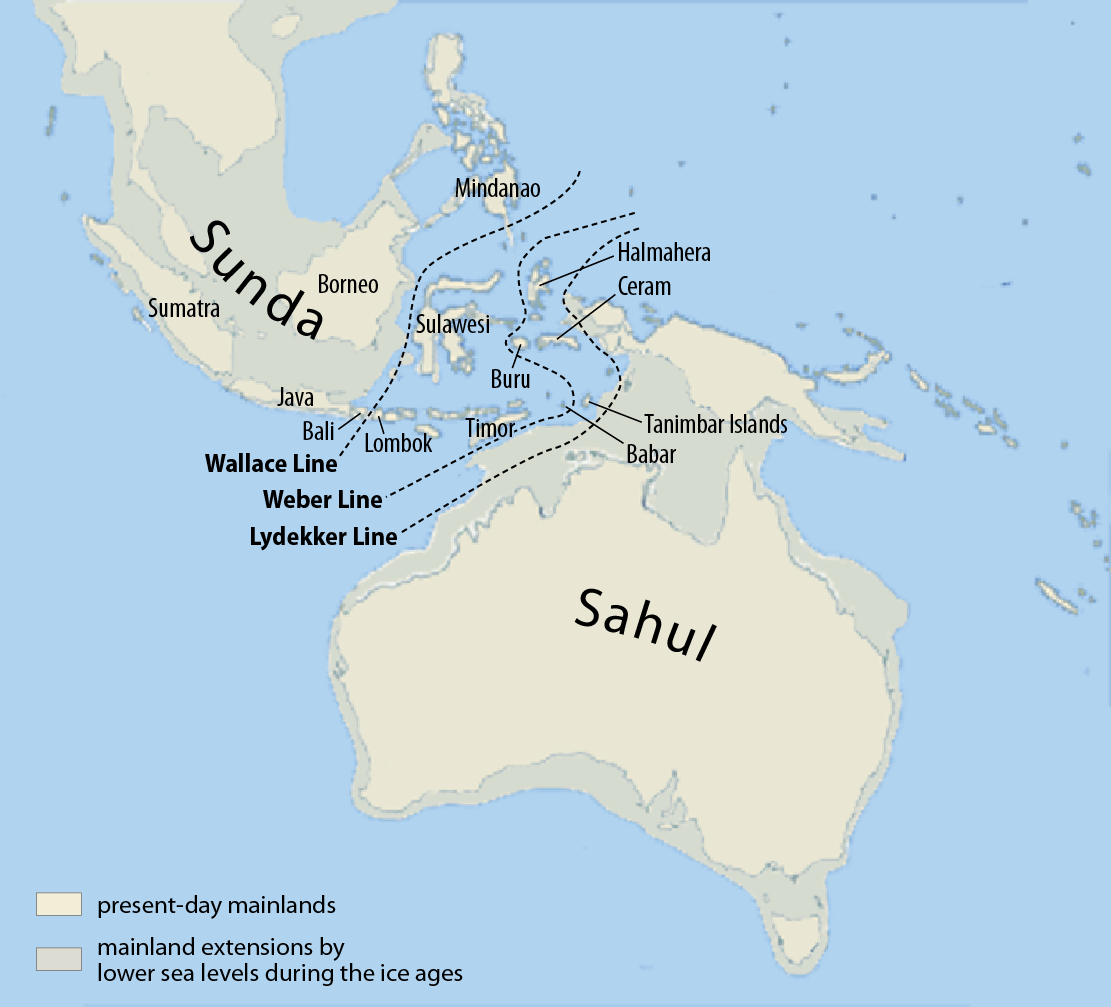
Територія Австралії з шельфом Сахулу під час останнього льодового максимуму, коли рівень моря був на 150 м нижче за сучасний. Попри це, для переселенців навіть у той час була значна водяна перепона.

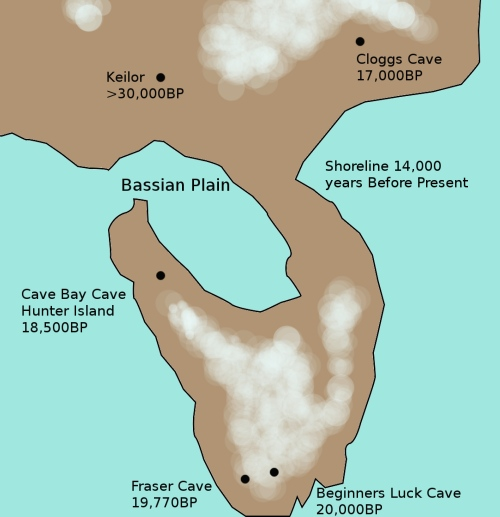
Берегова лінія Тасманії та Вікторії біля 14000 років тому з вказівками ряду археологічних пам'яток. Тут, на місті Бассової затоки, колись існувала Боссова долина.

Доісторична доба Австралії — доба, що розпочалася після прибуття в Австралію перших людей і до їхньої першої зустрічі з європейцями в 1606 р., коли починається письмова історія Австралії. За різними оцінками, праісторія Австралії тривала від 40 до 70 тисяч років.

## Прибуття людей в Австралію
За загальною думкою істориків, людина прибула в Австралію в межах 40—60 тисяч років тому — до цього часу відносяться сліди перебування людини, виявлені у верхів'ї ріки Суон у Західній Австралії. У Тасманію, яка в той чай поєдналась із материком сухопутним мостом, людина потрапила не менше ніж 30000 років тому.
Є також інші думки щодо часу появи в Австралії перших людей. Дослідження стародавнього пилку з південно-східної Австралії свідчить про збільшення пожеж, починаючи приблизно з 120000 років тому. Окремі дослідження пов'язували ці пожежі з людською діяльністю, що беруть під сумнів час появи людини в Австралії. Чарльз Дорч вказує на те, що кам'яні споруди, котрі знайдені в Ротнесті, з'явилися приблизно 70000 років тому. У цілому дослідники сумніваються в правильності думок, за якими людина в Австралії з'явилася понад 40000 років.
Переселення людей в Австралію відбувалося на прикінцевих добах плейстоцену, коли рівень моря був набагато нижчий за теперішній. Неодноразово заледеніння в добу плейстоцену призвели до того, що рівень моря під час останнього льодовикового максимуму в Австралазії був більш ніж на 100 метрів нижчий за сучасний. У цей час континентальне узбережжя простягалось набагато далі, покривало Тиморське море, що Австралія та Нова Гвінея утворювали єдиний материк, Сахул, поєднуючись сухопутним перешийком, котрий проходив за водами нинішніх Арафурського моря, протоки Карпентарія й Торресової затоки. Попри це, море й тоді заважало для подорожувальників, тому вважалось, що перші люди потрапили в Австралію, перепливаючи на короткі відстані з острова на острів. Пропонувались дві умовні дороги цього переселення міграції: перший — через дрібні острови між Сулавесі та Новою Гвінею та другий — на північний захід Австралії через Тимор.
Підтвердженням існування сухопутних мостів між Австралією, Новою Гвінеєю та найближчими до останньої островами Індонезії, у тому числі в стародавні часи, є спільність рослин і тварин цього регіону. Лише біля 4000 р. до н. е. рівень моря в регіоні став сталим на сучасному рівні.
Невідомо, скільки саме різних популяцій було в Австралії до приходу європейців. До початку 21 ст. приблизно однакове значення мають припущення «потрійного гібриду» та походження з єдиної популяції.
Деякі дані Y-хромосом вказують на відносно недавнє переміщення населення з Індійського субконтиненту.

## Вогонь та зникнення мегафауни

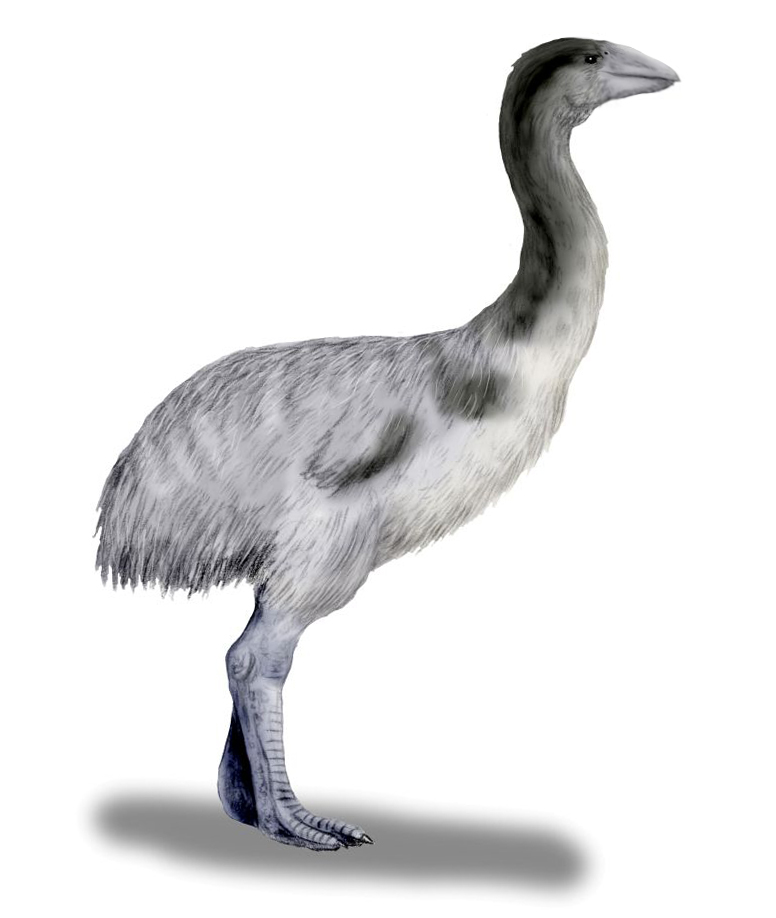
Геніорніс

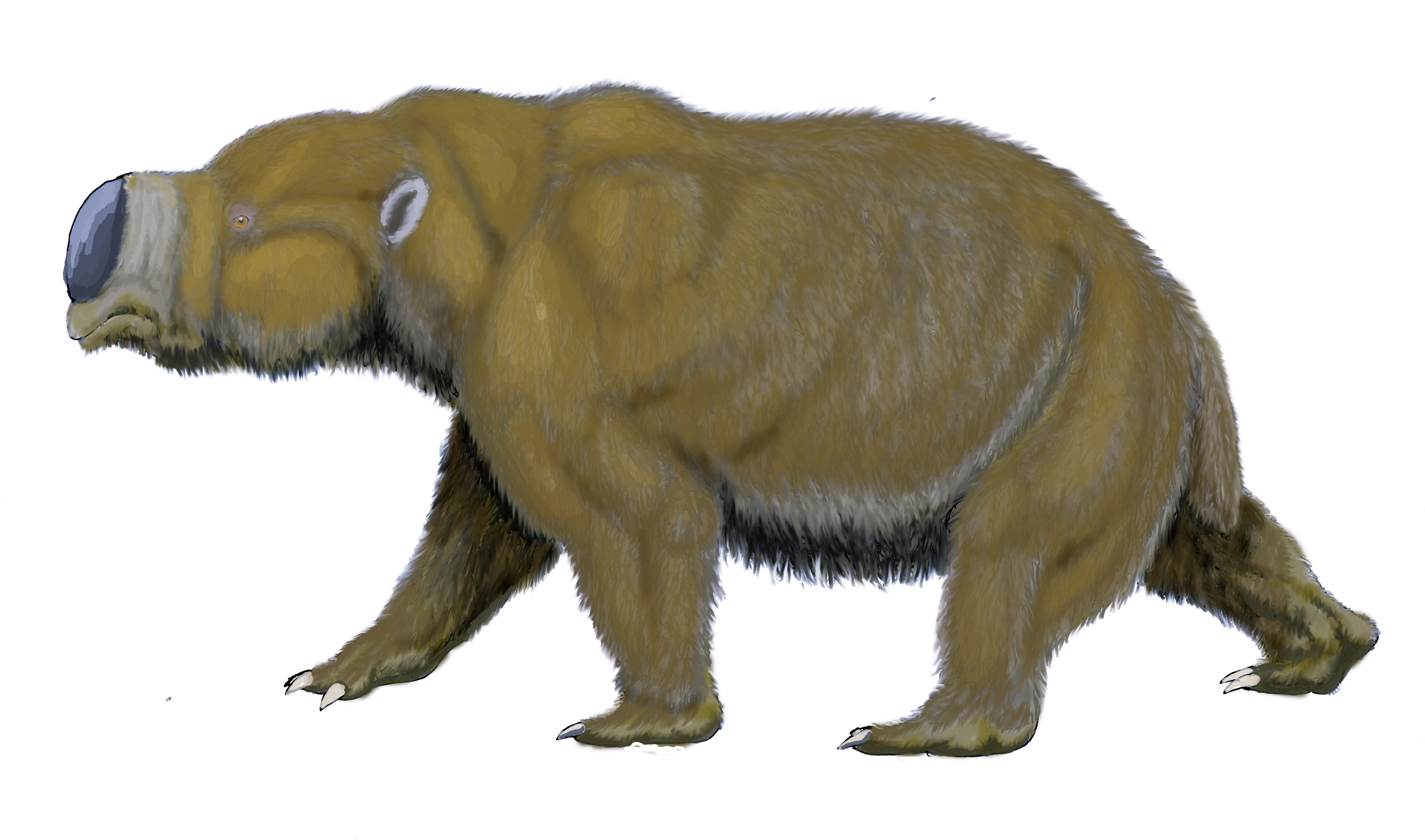
Дипротодон

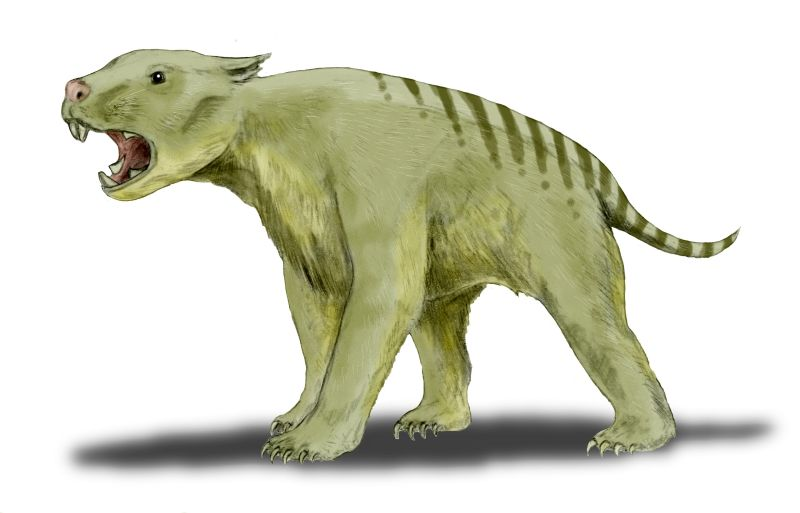
Сумчастий лев

Археологічні свідоцтва (залишки стародавнього вугілля) показують, що вогонь став використовуватись частіше австралійськими туземцями задля заганяння тварин, проростання рослин на спаленій землі, що привертає нових тварин, а також для очищення від непрохідного лісу. Густо зарослі території перетворились у відкритіші склерофітові зарості, а відкритий ліс перетворився в луги. У рослинності поступово запанували вогнестійкі рослини, такі як, казуарина, евкаліаптові, акація й різноманітні трави.
Зміни у тваринництві були навіть більш суттєвими. Австралійська мегафауна, тобто види істотно більші, ніж люди, вимерли, а разом із ними — і більшість дрібних видів. Загалом майже одночасно вимерли біля 60 різноманітних видів, зокрема рід дипротодонів (сумчастих, зовні нагадують бегемотів), декілька великих безкрилих птахів (наприклад, геніорніс), хижаків — кенгуру, сумчастого лева,мегаланії, а також міоланії — черепах розміром із невеликий автомобіль.
Безпосередня причина вимирання залишається невідомою. Це могли бути пожежі, полювання, зміни в кліматі або поєднання всіх або деяких чинників (кліматичні зміни зараз не вважається основним). За відсутності великих травоїдних тварин, котрі могли б утримати ріст низької рослинності та одночасно удобряти землю, пожежі становились більшими та все сильніше змінювали краєвид.
Період приблизно 18000—15000 років тому описується посухою на всьому континенті за нижчих температурах та менших дощових опадах, ніж у сучасності. Наприкінці плейтоцену, приблизно 13000 років тому, у зв'язку з підйомом рівня моря поступово стали зникати великі частини суші: проміжок із Новою Гвінеєю на місці сучасної Торресової протоки, Бассова рівнина між Вікторією та Тасманією, а також міст з островом Кенгуру.
З того часу тасманійські туземці були відмежовані. Біля 9000 років тому населення невеликих островів у Бассовій протоці та на острові Кенгуру загинуло.
Як показують мовознавчі та генетичні дані, існували тривалі зв'язки між австралійськими туземцями на півночі Австралії та австронезійським населенням Нової Гвінеї та прилеглих островів, проте вони обмежувались лише торгівлею, кількість змішаних одружень була малою, масової колонізації не було. Макасарскі човни — проа — також згадуються в билицях туземців від Брума до затоки Карпентарія. Існували тимчасові поселення, також інколи австралійські туземци переселялись в Індонезію.

## Культура й технології

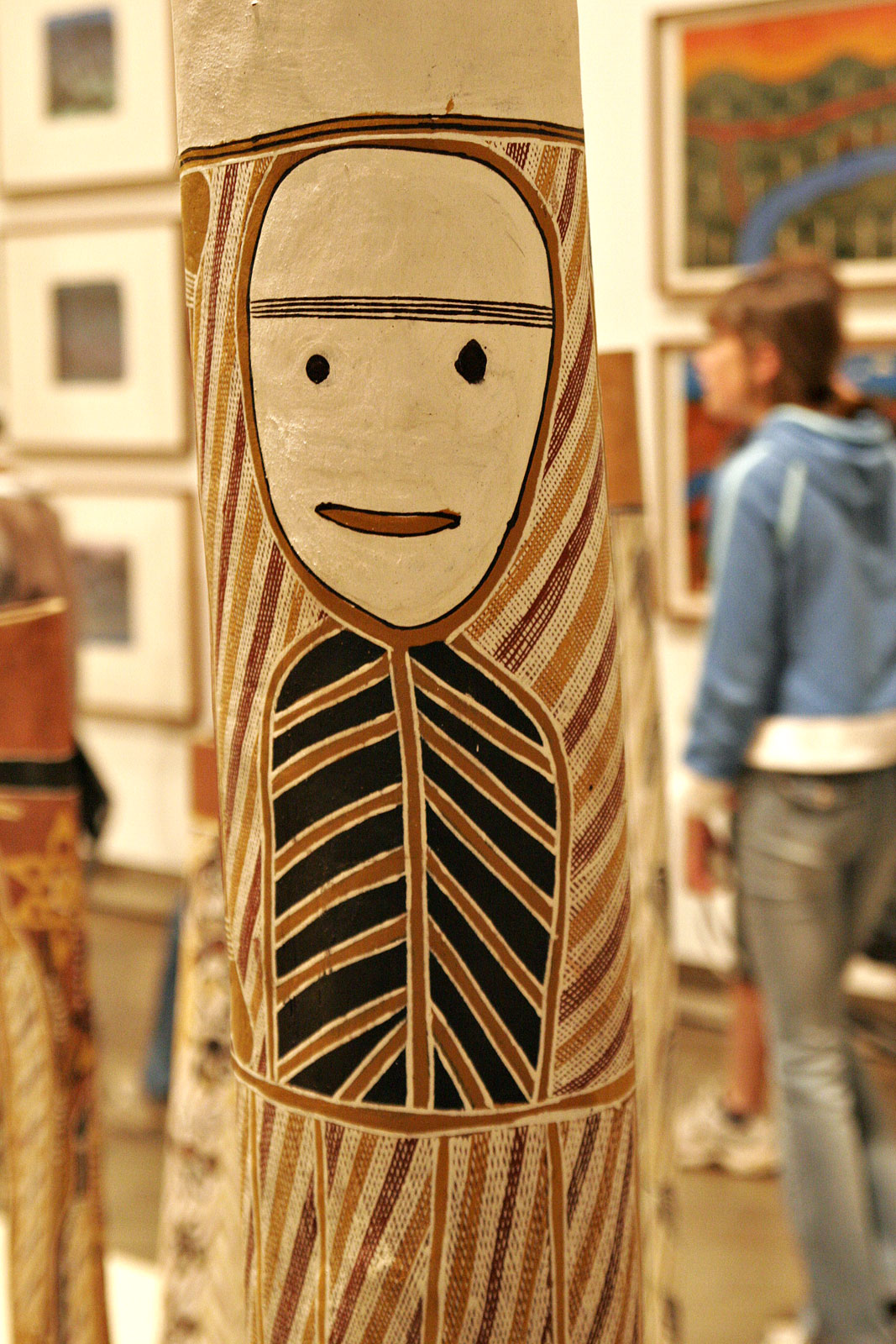
Дерев'яна труна австралійських туземців

Останні 5000 років описуються відносним покращенням клімату, підвищенням температури й опадів та ускладненням соціального устрою племен. Основними речами торгівлі були кремінь, вироби з каменю, раковини, насіння, списи, харчові продукти та інше.
Мови пама-ньюнга розповсюдились майже всією території Австралії, за виключенням півночі та Арнхема. Спостерігається також відносна близькість вірувальних уявлень та міфів у всій Австралії. Деякі змісти пісень згадуються по всьому континенту.
Почин молодиків та дівчат (перехід у доросле життя, нерідко пов'язаний з випробуваннями) святкувався різними обрядами та святами. Поведінка наглядалася суворими правилами, що визначали відношення з безліччю родичами та відповідальність перед ними. Цілком складним був австралійський уклад родини та пов'язані з нею обмеження на вступ до шлюбу з родичами.

Описуючи культуру австралійських туземців у своїй Боєрівській лекції в 1999 р., історик та людинознавиця Інґа Клендіннен говорила:
Вони […] розробили настільки складний уклад уявлень про світ, що в ньому знаходиться місце для будь-якої істоти, для будь-якої рослини. Вони подорожували без нічого, але самі по собі були пересувними атласами та енциклопедіями природничої історії.  […] Вичерпні спостереження за природою взвищувались до рівня дійства через створення безлічі багаторівневих билиць, які спрощували запам'ятовування зв'яків у природі, які спостерігали.
Політична влада здійснювалася найімовірініше старійшинами громад, а не спадковими вождями. Суперечки вирішувались на громадських зборах відповідно до складного укладу племених законів (приклад показаний у сучасному фільмі «Десять човнів»). Часто відбувалися кровна помста та міжплемінні війни. Племена нерідко вступали в спілки через одруження.
Спалення померлих увійшла в практику близько 25000 років тому, набагато раніше, ніж де-небудь на землі. Ранні зразки мистецтва аборигенів в печері Кунальда на рівнині Налларбор датуються близько 20000 років тому.
Кремація покійників увійшла в практику біля 25000 років тому, набагато раніше, ніж будь-де на землі. Рані зразки мистецтва туземців в печері Кунальда на рівнині Наларбор датуються біля 20000 років тому.

У найродючіших та найнаселеніших областях туземці жили в напівпостійних поселеннях. У родючому басейні ріки Муррей рибацтво та землеробство в більшості витіснило полювання та збирання, панівні в інших місцевостях. Виправа Стьорта уздовж річки Муррей помилково вирішила, що туземці Австралії займалися землеробством, оскільки її учасники бачили великі снопи сіна, котрі використовуються для довготривалого зберігання насіння.

Зразки мистецтва туземців Австралії
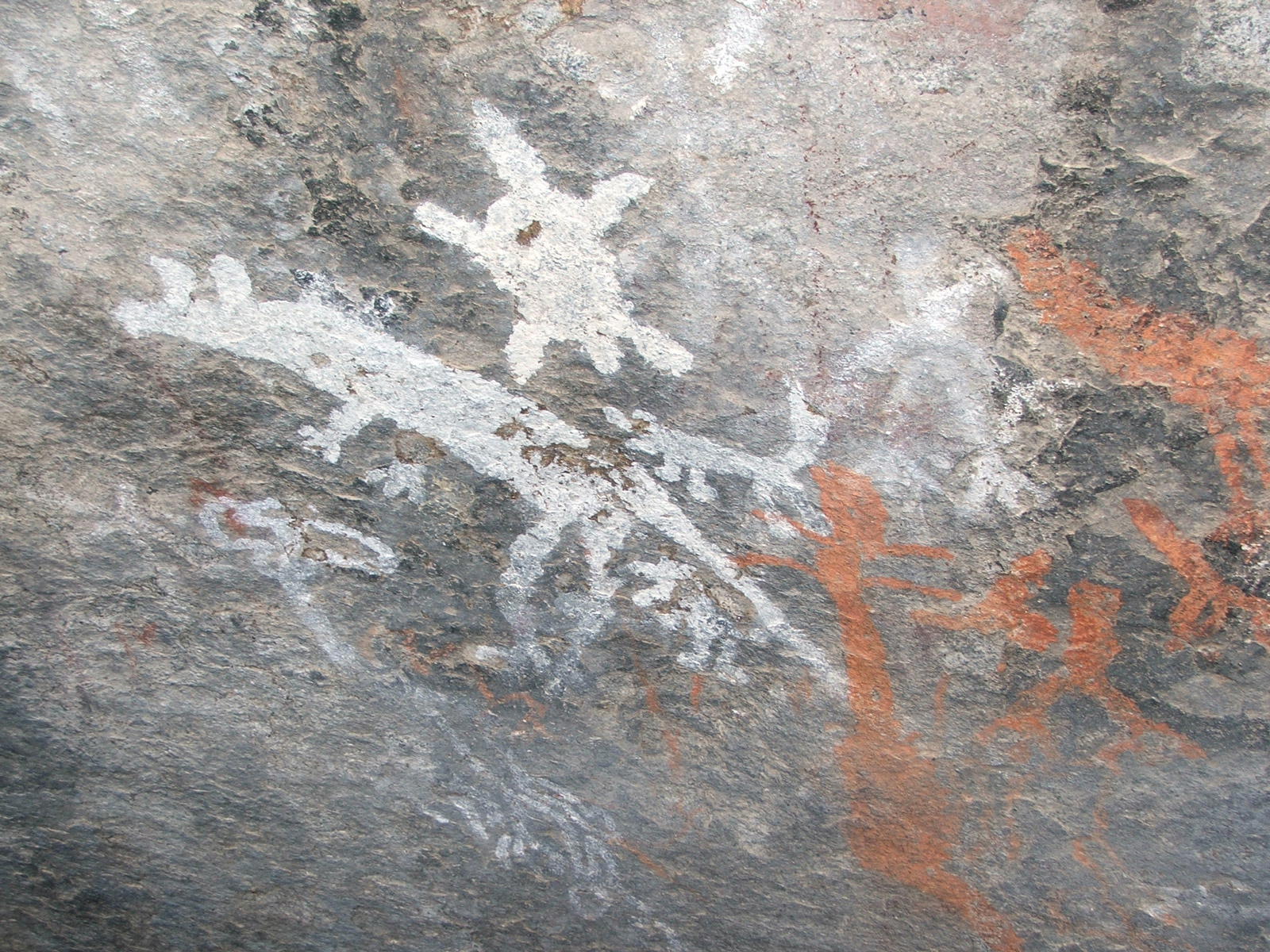
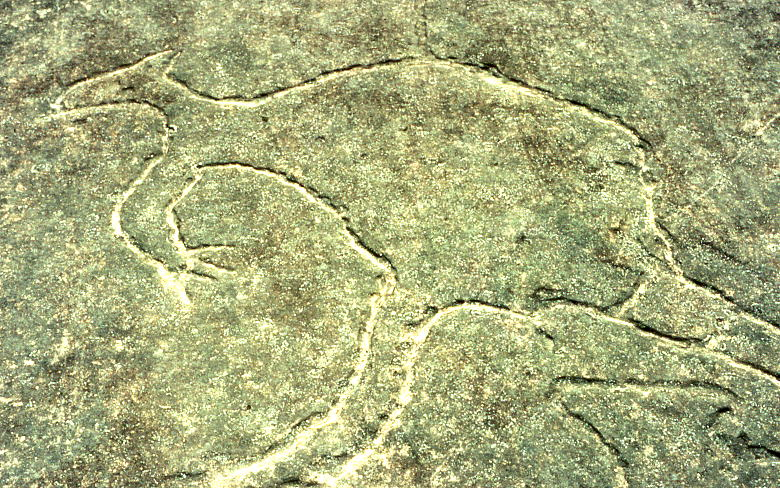

## Культурне та мовне різноманіття
За оцінками, у 1788 р. загальна чисельність туземців Австралії складала не менш півмільйона. Їхнє населення складалось із сотень різноманітних за культурою та мовою вузів. Більшість туземців займались полюванням та збиранням, мали багато усних билиць, розробили власний уклад землекористування.
Білі колоністи до недавнього часу проявляли мало зацікавлення до культури та спадщини австралійських туземців, тому більшість знань про їхні звичаї та мови загублені. Коли Джеймс Кук вперше заявив власність Британії на Новий Південний Уельс у 1770 р., туземне населення складалось із приблизно 500 різноманітних австралійських мов.

## Контакти за межами Австралії
Жителі північного узбережжя — Кімберлі (округ), Арнем-Ленду, околиці затоки Карпентарію та мису Кейп-Йорк — протягом тисячоліть підтримували контакти із сусідніми народами (в основному носіями  австронезійських мов). Навіть після зникнення сухопутного мосту на місці Торресової протоки внаслідок підйому рівня моря відбувалося жваве переміщення людей і товарів між північним узбережжям Австралії та Нової Гвінеї. Проміжковими зупинками під час навігації на човнах були коралові рифи. Приблизно 2500 років тому острови Торресової протоки заселили носії морської маланезійської культури, через що з'явились туземці островів Торресової протоки, котрі розмовляли австралійською та папуаською мовою. Вони продовжували підтримувати зв'язки з туземцями північно-східної Австралії.
З іншого боку, протягом багатьох сотень років індонезійські риболови — «буги», вихідці з Молуккських островів ловили рибу вздовж узбережжя Австралії. Макасарські торговці з острова Сулавесі постійно відвідували узбережжя північної Австралії, де ловили трепангу, яка була в них річчю торгівлі з китайцями щонайменше до початку XVIII століття.
Про культурний та технологічний обмін свідчать окремі особливості в туземному мистецтві, поява таких предметів, як каное-довбанки, тютюн та трубки для паління, наявність макасарських слів у туземних мовах (наприклад, Balanda як позначення білої людини), наявність нащадків малайської субраси серед австралійських туземців через змішані подружжя та переселення людей.

## Книжництво
- Lourandos, H., Continent of Hunter-Gatherers: New Perspectives in Australian Prehistory (Cambridge University Press, 1997)
- Isaacs, Jennifer (ed.), Australian Dreaming: 40,000 Years of Aboriginal History (New Holland Publishers, 2005, pp. 304,ISBN 1741102588)
- Blainey, Geoffrey, Triumph of the Nomads: A History of Aboriginal Australia (The Overlook Press, 1976, pp. 285, ISBN 0-87951-084-6)